# Agata Zubel
Agata Zubel (sinh năm 1978 tại Wrocław, Ba Lan) là một nhà soạn nhạc và ca sĩ người Ba Lan.

## Cuộc đời
Zubel tốt nghiệp Trường Trung học Âm nhạc Karol Szymanowski của Wrocław (nhạc cụ gõ và nhạc lý) và Đại học Âm nhạc Karol Lipiński, nơi bà học về sáng tác cùng với Jan Wichrowski. Bà là thành viên của Nhóm Thanh niên của Liên minh Nhà soạn nhạc Ba Lan và là nhận được học bổng của Bộ Văn hóa và Di sản Quốc gia. Hiện tại bà là Giáo sư giảng dạy tại Học viện Âm nhạc ở Wrocław. Năm 2013, bà được vinh danh bởi Diễn đàn Nhà soạn nhạc Quốc tế của Hội đồng Âm nhạc Quốc tế với sáng tác hay nhất cho Not I.
Vào tháng 10 năm 2017, bà đã được trao Huy chương Đồng "Gloria Artis". Bà là hội viên của Liên minh Nhà soạn nhạc Ba Lan.

## Tác phẩm chọn lọc
- Lumiere pour percussion (1997)
- Nocturne for solo violin (1997)
- Three Miniatures for piano (1998)
- Birthday for mixed a cappella choir; text by Wisława Szymborska (1998)
- A Song about the End of the World for voice, reciter and instrumental ensemble; text by Czesław Miłosz (1998)
- Meditations for mixed a cappella choir; text by Jan Twardowski (1999)
- Ragnatela for bassoon and string orchestra (1999)
- Ludia and Fu for solo guitar (1999)
- Ballad for voice, percussion and tape (1999)
- Photographs from an Album for Marimba and String Quartet (2000)
- Trivellazione a percussione for percussion (2000)
- Re-Cycle for five percussionists (2001)
- Lentille for string orchestra, voice and accordion (2001)
- Symphony No. 1 for orchestra (2002)
- Nelumbo for four marimbas (2003)
- Unisono I for voice, percussion and computer (2003)
- Unisono II for voice, accordion and computer (2003)
- Concerto grosso for recorder, baroque violin, harpsichord and two choirs (2004)
- Stories for voice and prepared piano (2004)
- Symphony No. 2 for 77 performers (2005)
- String Quartet No. 1 for four cellos and computer (2006)
- Maximum Load for percussion and computer (2006)
- Cascando for voice, flute, clarinet, violin and cello (2007)
- nad Pieśniami [Of the Songs] for soprano (mezzosoprano), cello, mixed choir and orchestra (2007)
- Between – opera/ballet for voice, electronics and dancers (2008)
- Not I for voice, ensemble and electronics; text by Samuel Beckett (2010)
- Symphony No. 3 for a double Bell trumpet and symphony orchestra (2010)
- Aphorisms on Miłosz (2011)
- where to for soprano and chamber ensemble (2015)
- Double Battery for instrumental ensemble (2016)
- Bildbeschreibung, opera form for two voices, instrumental ensemble and electronics; text by Heiner Müller (2016)
- Cleopatra's Song for voice and ensemble; text by William Shakespeare (2017)
- Fireworks for large symphony orchestra (2018)
- 3x3 for ensemble (2019)
- Triptyque for ensemble (2020)
- Memory of Bronze for carillon (2021)
- Outside the Realm of Time for hologram-soloist and orchestra (2022)